# Estafa de salida
Una estafa de salida (en inglés: exit scam), también llamada rug pull (tdl. ‘tirón de alfombra’), es una estafa o fraude perpetrado bajo la apariencia de un negocio legítimo, que termina cuando el originador se fuga con los fondos aportados por los participantes. Cuando una entidad comercial da un «tirón de alfombra» y deja de enviar pedidos mientras recibe el pago de nuevos pedidos, podría pasar algún tiempo antes de que se reconozca ampliamente que los pedidos no se están enviando. La entidad puede entonces hacerse con el dinero pagado por los pedidos no enviados. Los clientes que confían en el negocio no se dan cuenta de que los pedidos no se están cumpliendo hasta que el negocio ya ha desaparecido. Las estafas de salida se asocian comúnmente con el auge de los proyectos de criptomonedas debido a la falta de regulación y del ecosistema descentralizado.
Los ejemplos más conocidos son los vendedores en línea donde el comprador no conoce la identidad real ni la ubicación física del estafador y, por lo tanto, tiene pocos recursos. Los pagos a los mercados de la darknet generalmente se realizan en criptomonedas como bitcoin o monero, donde los pagos son irreversibles y no se pueden recuperar a través de una chargeback.
Las estafas de salida se perpetran con frecuencia en los mercados de la darknet. Si bien los esquemas más comunes de este tipo son perpetrados por vendedores individuales que reciben el pago por el producto que no tienen intención de enviar, estas estafas también han sido perpetradas tanto por compradores individuales que obtienen el producto que no tienen intención de pagar, como por operadores o administradores de estos mercados que, al cerrar un mercado entero, pueden huir con cualquier moneda que el mercado tuviera en custodia en nombre de los compradores y vendedores en el momento del cierre. Independientemente de quién esté perpetrando la estafa, si las partes engañadas participan conscientemente en actividades ilegales, no suele ser una opción viable notificar a las autoridades.

## Por vendedores
Los vendedores individuales a menudo alcanzan un punto de madurez de reputación en el cual han vendido suficiente producto como para haber acumulado una reputación significativa y fondos en depósito, por lo que muchos pueden optar por salir con esos fondos en lugar de competir en el nivel de producto maduro de mayor volumen y mayor precio. Para los vendedores individuales, las estafas de salida suelen ser un esquema viable cuando se trata de cualquier producto físico (para el cual los compradores deben esperar razonablemente antes de recibir pedidos, lo que a menudo le otorga al perpetrador un período de gracia considerable antes de que la estafa ya no pueda negarse de manera plausible) en comparación con los bienes digitales, virtuales y otros bienes intangibles que los compradores generalmente esperan que se entreguen dentro de un tiempo muy corto después de remitir el pago.
Las estafas de salida podrían ser una alternativa tentadora al cierre no fraudulento de operaciones ilegales si la operación inevitablemente iba a cerrar de todos modos por otras razones. Si una entidad ilegal prospera vendiendo y/o facilitando la venta de drogas ilícitas, por ejemplo, corre el riesgo constante de ser clausurada por las autoridades, mientras que si los operadores realizan una estafa de salida, hay muchas mejores perspectivas para que los perpetradores conserven sus ganancias y eviten un eventual procesamiento.

## Por los compradores
Los compradores también pueden perpetrar estafas de salida si, mientras planean secretamente cerrar su negocio o huir, adquieren bienes y servicios por los que no tienen intención de pagar. Sin embargo, este tipo de incidentes son menos comunes. Además, no es raro que un comprador quiebre debido a una insolvencia que no deseaba que ocurriera. Por lo general, estas insolvencias no se consideran actos delictivos, y mucho menos estafas de salida, a menos que haya evidencia clara de mala fe (por ejemplo, si se puede probar que la empresa evitó pagar a los proveedores a pesar de que era solvente antes de cerrar y/o se volvió insolvente como resultado de malversación de fondos u otro comportamiento similar).

## Estafas de criptomonedas
En 2016, el mercado de la darknet Evolution fue citado anteriormente como la mayor estafa de salida hasta el momento, donde los administradores aparentemente se llevaron $12 millones en bitcoin, que estaban retenidos en depósito en el mercado.
La mayoría de las estafas de salida y los esquemas Ponzi que involucran criptomonedas ocurren en el contexto de ofertas iniciales de monedas. Por ejemplo, un informe de Satis Group estima que el 80% de todas las ofertas iniciales de monedas que tuvieron lugar en 2017 fueron estafas de este tipo.
Esta estafa sería finalmente superada por la estafa de salida de Wall Street Market de 2019, en la que se robaron 14,2 millones de dólares en criptomonedas justo antes de que las autoridades confiscaran el sitio. El procesamiento es difícil debido al anonimato que ofrece la darknet. Se estima que los daños causados por las estafas de salida superaron los 4.300 millones de dólares en 2019.